# Paralympische Winterspelen 2018
De XIIe Paralympische Winterspelen van 2018 werden gehouden in Pyeongchang, Zuid-Korea. Ze vonden plaats van 9 tot 18 maart, een maand na de reguliere Olympische Winterspelen 2018. De jongste deelnemer was de 15-jarige Braziliaanse zitskiër Christian Ribera. De oudste deelnemer was de 51-jarige, Canadese Cheryl Bernard.

## Sporten
Tijdens deze Spelen stonden zes sporten op het programma.
- Alpineskiën
- Biatlon
- Langlaufen
- Rolstoelcurling
- Sledgehockey
- Snowboarden

## Medaillespiegel
| Plaats | Land                           | NOC | Goud | Zilver | Brons | Totaal |
| ------ | ------------------------------ | --- | ---- | ------ | ----- | ------ |
| 1      | Verenigde Staten               | USA | 13   | 15     | 8     | 36     |
| 2      | Neutrale paralympische atleten | NPA | 8    | 10     | 6     | 24     |
| 3      | Canada                         | CAN | 8    | 4      | 16    | 24     |
| 4      | Frankrijk                      | FRA | 7    | 8      | 5     | 20     |
| 5      | Duitsland                      | GER | 7    | 8      | 4     | 19     |
| 6      | Oekraïne                       | UKR | 7    | 7      | 8     | 22     |
| 7      | Slowakije                      | SVK | 6    | 4      | 1     | 11     |
| 8      | Wit-Rusland                    | BLR | 4    | 4      | 4     | 12     |
| 9      | Japan                          | JPN | 3    | 4      | 3     | 10     |
| 10     | Nederland                      | NED | 3    | 3      | 1     | 7      |
| 22     | België                         | BEL | 0    | 0      | 1     | 1      |